# Kiełczygłów (gmina)
Pour les articles homonymes, voir Kiełczygłów.
Kiełczygłów est une gmina (commune) rurale (gmina wiejska) du powiat de Pajęczno, dans la Voïvodie de Łódź, dans le centre de la Pologne.
Son siège administratif (chef-lieu) est le village de Kiełczygłów, qui se situe environ 10 kilomètres (km) au nord de Pajęczno (siège du powiat) et 70 kilomètres au sud-ouest de la capitale régionale Łódź (capitale de la voïvodie).
La gmina couvre une superficie de 88,80 km2 pour une population de 4 343 habitants en 2006.

## Géographie
La gmina inclut les villages et localités de :

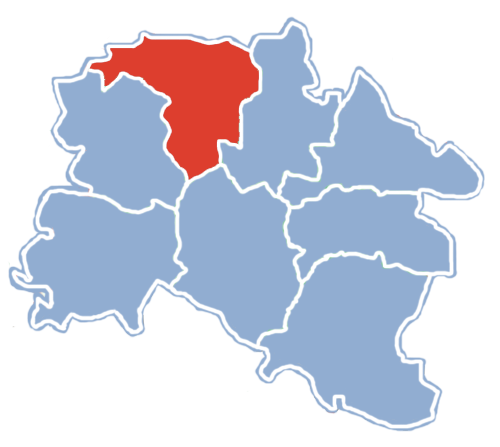
Localisation de la gmina dans le powiat de Pajęczno

- Beresie Duże
- Beresie Małe
- Brutus
- Chorzew
- Chruścińskie
- Dąbrowa
- Dryganek Duży
- Dryganek Mały
- Glina Duża
- Glina Mała
- Gumnisko
- Huta
- Jaworznica
- Kiełczygłów
- Kiełczygłówek
- Kolonia Chorzew
- Kolonia Kiełczygłów
- Kule
- Kuszyna
- Ławiana
- Lipie
- Obrów
- Okupniki
- Osina Duża
- Osina Mała
- Otok
- Pierzyny Duże
- Pierzyny Małe
- Podrwinów
- Skoczylasy
- Studzienica
- Tuchań
- Wyręba

### Gminy voisines
La gmina de Kiełczygłów est voisine des gminy suivantes :
- Osjaków
- Pajęczno
- Rusiec
- Rząśnia
- Siemkowice

## Administration
De 1975 à 1998, la gmina était attachée administrativement à l'ancienne voïvodie de Częstochowa.

Depuis 1999, elle fait partie de la nouvelle voïvodie de Łódź.

## Structure du terrain
D'après les données de 2007, la superficie de la commune de Kiełczygłów est de 88,80 kilomètres carrés, répartis comme telle :
- terres agricoles : 72 %
- forêts : 17 %

La commune représente 11,05 % de la superficie du powiat.

## Démographie
Données du 31 décembre 2007 :
| Description        | Total  | Total | Femmes | Femmes | Hommes | Hommes |
| ------------------ | ------ | ----- | ------ | ------ | ------ | ------ |
| Unité              | Nombre | %     | Nombre | %      | Nombre | %      |
| Population         | 4 292  | 100   | 2 136  | 49,8   | 2 156  | 50,2   |
| Densité (hab./km²) | 48     | 48    | 24     | 24     | 24     | 24     |